# Dendrobium pendulum
Dendrobium pendulum är en orkidéart som beskrevs av William Roxburgh. Dendrobium pendulum ingår i släktet Dendrobium, och familjen orkidéer. Inga underarter finns listade i Catalogue of Life.

## Bildgalleri

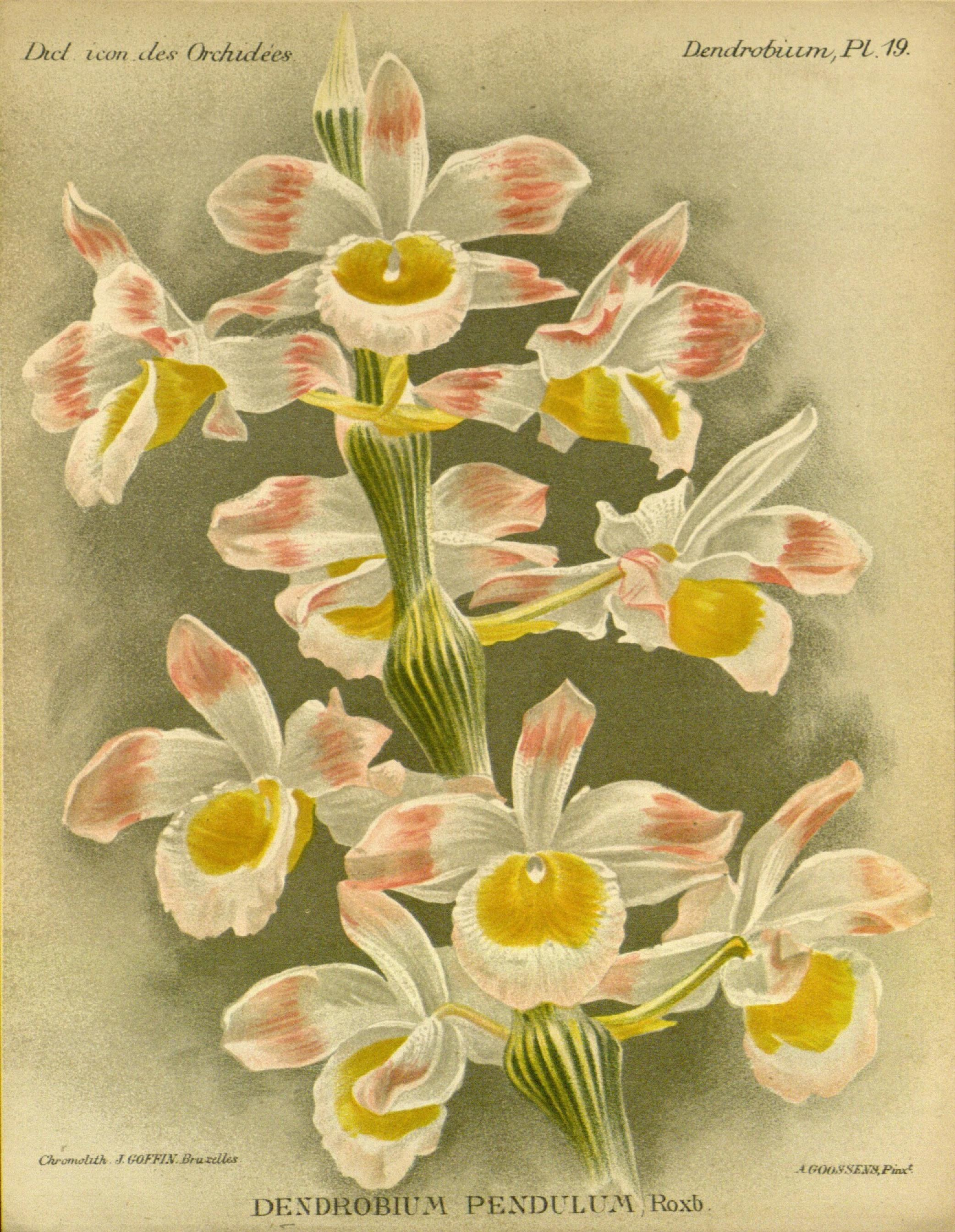
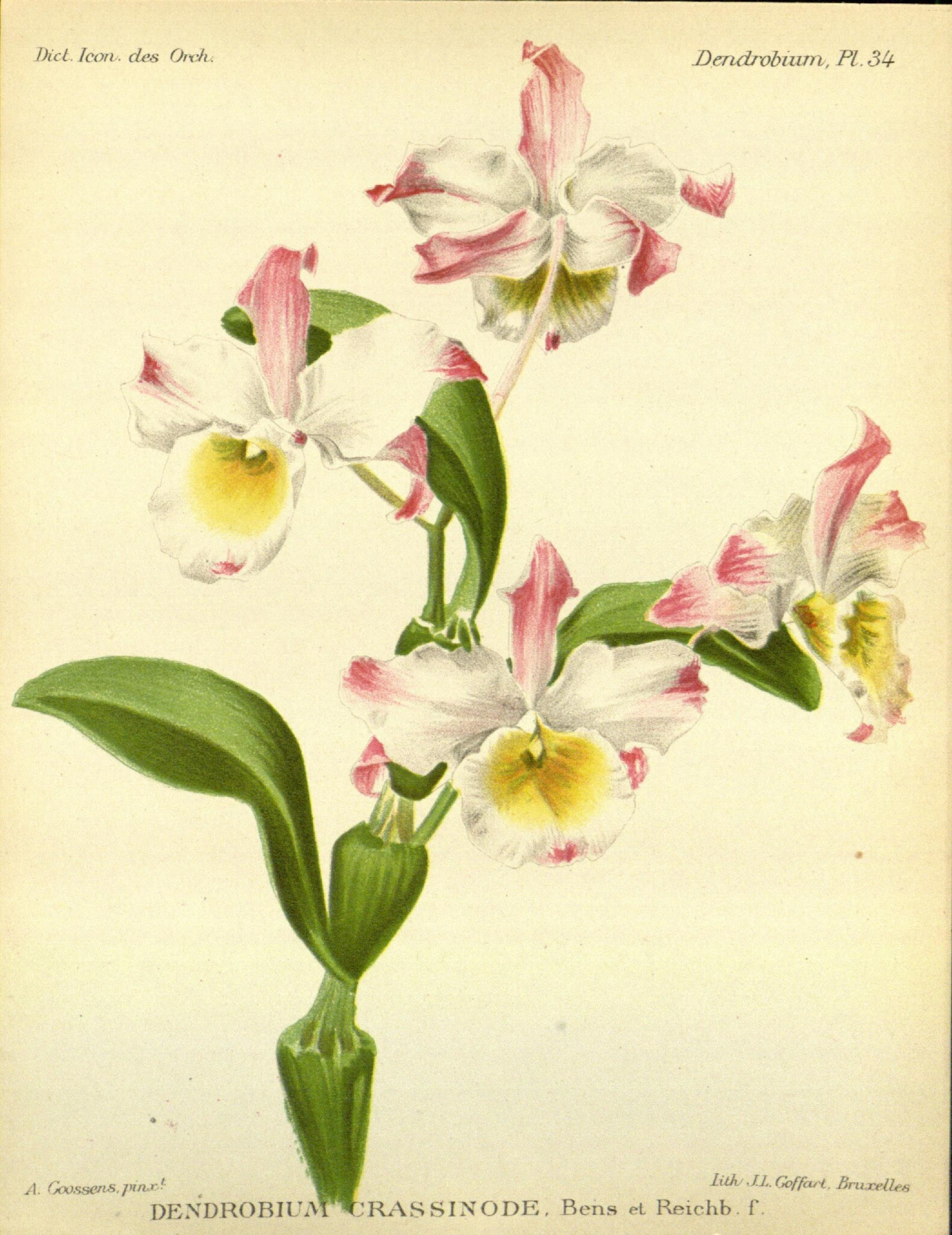